# Chaconothura
De chaconothura (Nothura maculosus chacoensis) is een vogel uit de familie tinamoes (Tinamidae). De vogelsoort is voor het eerst geldig gepubliceerd in 1937 door Henry Boardman Conover als ondersoort. Dit taxon wordt ook wel als aparte soort beschouwd. 

## Beschrijving
De chaconothura wordt ongeveer 27 cm groot.

## Voorkomen
De soort komt voor in het noordwesten van Paraguay en het midden-noorden van Argentinië.

## Beschermingsstatus
Op de Rode Lijst van de IUCN heeft de soort de status veilig.